# NBA IBM Award
NBA IBM Award – nagroda przyznawana zawodnikowi przez ligę NBA w latach 1984-2002 za wszechstronny wkład w zwycięstwa drużyny. Nagroda była sponsorowana przez firmę IBM. Laureata nagrody wybierał komputer na podstawie określonego wzoru, bazującego na statystykach indywidualnych zawodnika, oraz statystykach zespołu. 
Bardzo często porównywano wyniki wyborów komputera z wyborami dziennikarzy, głosujących na MVP sezonu zasadniczego.
| Sezon   | Zawodnik         | Drużyna            |
| ------- | ---------------- | ------------------ |
| 1983/84 | Magic Johnson    | Los Angeles Lakers |
| 1984/85 | Michael Jordan   | Chicago Bulls      |
| 1985/86 | Charles Barkley  | Philadelphia 76ers |
| 1986/87 | Charles Barkley  | Philadelphia 76ers |
| 1987/88 | Charles Barkley  | Philadelphia 76ers |
| 1988/89 | Michael Jordan   | Chicago Bulls      |
| 1989/90 | David Robinson   | San Antonio Spurs  |
| 1990/91 | David Robinson   | San Antonio Spurs  |
| 1991/92 | Dennis Rodman    | Detroit Pistons    |
| 1992/93 | Hakeem Olajuwon  | Houston Rockets    |
| 1993/94 | David Robinson   | San Antonio Spurs  |
| 1994/95 | David Robinson   | San Antonio Spurs  |
| 1995/96 | David Robinson   | San Antonio Spurs  |
| 1996/97 | Grant Hill       | Detroit Pistons    |
| 1997/98 | Karl Malone      | Utah Jazz          |
| 1998/99 | Dikembe Mutombo  | Atlanta Hawks      |
| 1999/00 | Shaquille O’Neal | Los Angeles Lakers |
| 2000/01 | Shaquille O’Neal | Los Angeles Lakers |
| 2001/02 | Tim Duncan       | San Antonio Spurs  |